# Palazzo da Filicaja
Palazzo da Filicaja è un edificio storico di Firenze, situato in borgo degli Albizi 10.

## Storia e descrizione
L'edificio, di origini trecentesche, si presenta oggi come "bel modello di semplice casa borghese fiorentina del XV secolo" (Walther Limburger). Con la semplice facciata, in parte intonacata, regolarmente scandita dalle finestre ad arco incorniciate da bozze piane, il palazzo in effetti rimanda ad un disegno comune quanto armonioso, assolutamente rappresentativo della tradizione architettonica fiorentina. 
Appartenuto alla famiglia dei da Filicaja dall'origine e fino alla fine dell'Ottocento, è inoltre da segnalare quale casa natale del poeta Vincenzo da Filicaja (1642-1707), ricordato da una lapide posta sulla facciata e da un busto ottocentesco inserito in una nicchia sovrastante l'epigrafe. 
| IN QVESTE CASE DEI SVOI MAGGIORI NACQVE VINCENZO DA FILICAIA IN TEMPI DI SERVITV̀ POETA DI ALTI SENSI XX DIC. MDCXLII XXIV SETT. MDCCVII |

La facciata è stata restaurata nel 1972. Nel grande androne è un'altra memoria sempre relativa al poeta, posta nel 1739 e timbrata dall'arme della famiglia (d'oro, a tre scaglioni di rosso). 
L'edificio è sottoposto a vincolo architettonico dal 1963.

## Bibliografia

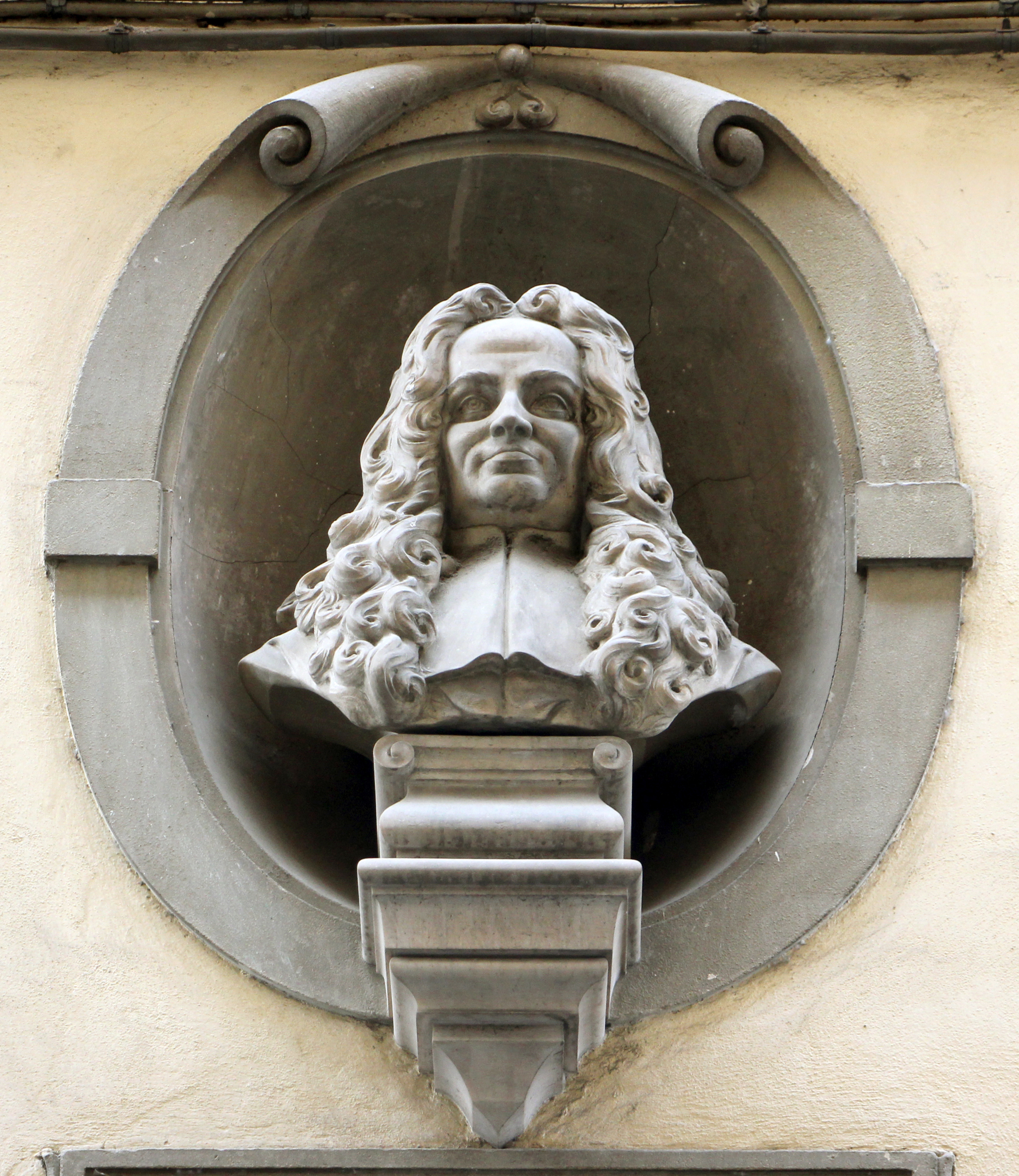
Il busto di Vincenzo da Filicaja